# Jean-Marc Mousson
Jean-Marc Samuel Isaac Mousson (Morges, Suïssa, 17 febrer de 1776 – Zúric, Suïssa, 21 juny de 1861) fou un important polític i funcionari públic suís. Va ser el primer Canceller de Suïssa des de 1803 fins al 1830.

## Biografia
Mousson era descendent de refugiats hugonots de Le Mas-d'Azil, al comtat francès de Foix, que es van refugiar al riba nord del llac Léman al cantó de Vaud, a Morges, arran de la revocació de l'Edicte de Nantes per part de Lluís XIV. El seu pare era un mòssen protestant reformat. Mousson va estudiar dret a l'Acadèmia de Lausana. Va continuar els seus estudis a la Universitat de Tübingen, on es va doctorar el 1796. Després de la invasió francesa de Suïssa i de la creació de la República Helvètica, el gener de 1798 va prendre possessió del càrrec de diputat de Bursins on va prendre part com a secretari en la primera reunió provisional de la República.
La Direcció de la República va nomenar Mousson Secretari General el juny de 1798. El 1803 va ser nomenat com a secretari personal del Landammann Louis d'Affry. Aquell mateix any, amb només 27 anys d'edat, va ser elegit Canceller de la Dieta de la Confederació (nom usat durant els segles XVIII-XX en països de l'àrea d'influència germànica per referir-se a òrgans deliberatius inspirat en la Dieta Imperial del Sacre Imperi Romanogermànic); va ser el primer Canceller Suís, i el més jove en arribar a aquest alt càrrec. Durant els anys posteriors Mousson va ser fonamental en la construcció de la Cancelleria Federal, l'agència federal permanent més antiga de Suïssa. Va romandre en aquest càrrec fins a la seva jubilació el 1830, estant en actiu durant el període de l'Acta de Mediació (1803) (on Napoleó Bonaparte va fundar la Confederació Suïssa dissolent aíxí la República), així com la Restauració (1814-1817).
Del setembre de 1833 al gener de 1834, va ser part del tribunal arbitral que va legislar la separació del cantó de Basilea. Després es va retirar a Zúric, des d'on va continuar participant en els debats de política federal. Durant la seva carrera, va ser nomenat ciutadà honorari de Zúric (1816) i Berna (1821). També va rebre l'Orde de Sant Esteve d'Hongria (1815) per Francesc I, emperador d'Àustria i l'Àguila Vermella de Prússia (1817) per Frederic Guillem IV de Prússia, rei de Prússia.
Durant la guerra de Sonderbund el 1847, va fer costat al bàndol conservador envers el bàndol dels liberals confederats.
Va passar els últims 20 anys de la seva vida (1841-1861) a Zúric, a "Zur Schonau", una propietat del seu fill Heinrich amb vistes a la ciutat, el llac i els Alps. Va morir el 21 de juny de 1861 de causes naturals als 85 anys.
El seu fill Heinrich va ser Secretari d'Estat de la Confederació de 1830 a 1833. Heinrich es va casar amb Régula Dorothea von Wyss, filla de David von Wyss, l'alcalde de Zúric. Càrrec que el mateix Heinrich va ostentar entre 1840 i 1845; posteriorment va servir com a President de la Dieta Federal.
El 2012, Mousson va ser homenatjat a la seva ciutat natal de Morges amb una placa amb el seu nom.